# Илија Чопев
Илија Чопев (рођен у Оштава, Пиринска Македонија, Бугарска — Гара Пирин, Пиринска Македонија, Бугарска, 1948) - македонски борац за уједињену и независну Македонију.

## Биографија
Важио је за највернијег и најоданијег члана илегалне чете Герасима Тодорова. Током блокаде издали су га свештеник Григор и Стефан Глигов, обојица из села Оштава. Чопев је приликом хапшења покушао безуспешно да активира ручну бомбу како би убио себе и кордон милиције.
Током боравка у затвору посетила га је супруга, након састанка је изгледао крхко и изгубљено. Разлог је био што га је обавестила да је агент Бугарске државне безбедности, циганин Керим, силовао њихову 16-годишњу ћерку. Осим ње, овај агент је силовао још две девојке из села Оштава.
Његова пресуда гласи:
| „ | У име народа и Народне Републике Бугарске суд одлучује: Илија Чопев из села Оштава, бивши припадник ВМРО, разбојник осуђен на смрт вешањем, лишењем грађанских и политичких права, конфискацијама и новчаном казном. | ” |